# 維利希夫卡 (頓內茨克州)
48°6′46″N 38°18′39″E / 48.11278°N 38.31083°E

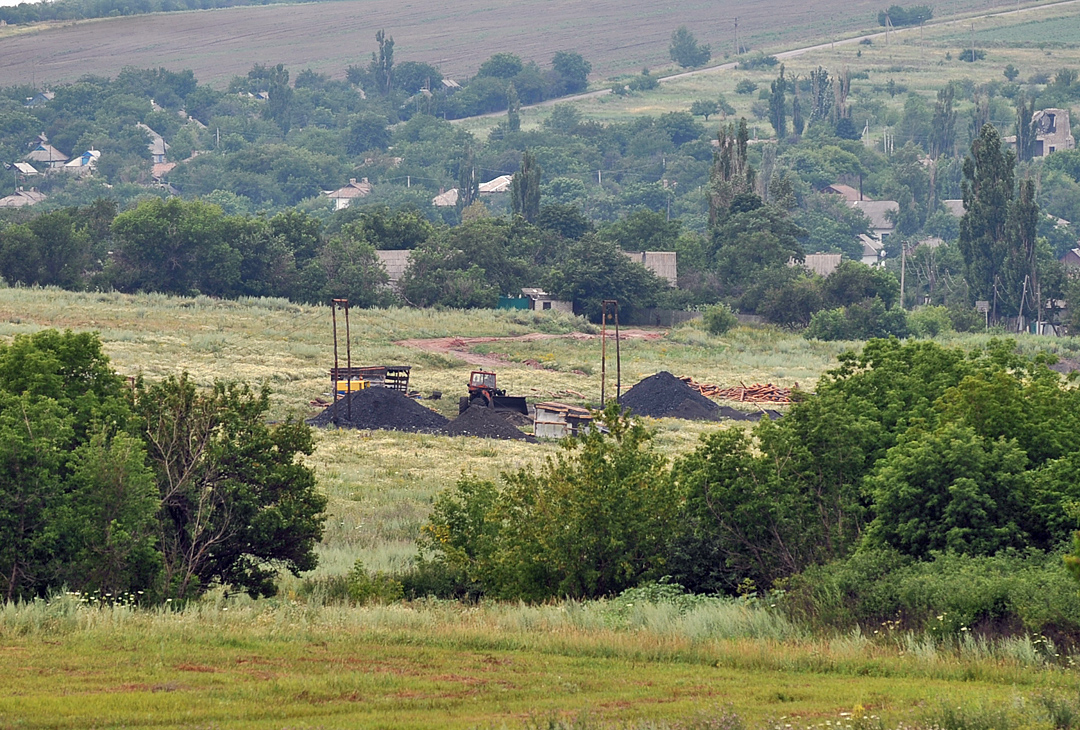
維利希夫卡

維利希夫卡（烏克蘭語：Вільхівка），俄罗斯方面称为奥利霍夫卡（俄语：Ольхо́вка），法理上是烏克蘭東部頓涅茨克州霍爾利夫卡區日丹尼夫卡市鎮的鎮，事实上是俄罗斯顿涅茨克人民共和国沙赫乔尔斯克区所辖的市级镇，距離州府頓涅茨克46公里，面積1.06平方公里，2013年人口765，人口密度每平方公里721.7人。
2014年顿巴斯战争后脱离乌克兰政府，为顿涅茨克人民共和国实际控制。